# Last View
Last View är ett metalcore-band ifrån Uppsala/Stockholm, som bildades under 2008.  I september 2011 släpptes deras första fullängdsskiva, Hell in Reverse, på skivbolaget ViciSolum Productions, efter att bandet tidigare släppt två EP och en promo under sin karriär. 

## Historik
Under februari 2008 började gitarristerna Erik Sundquist ifrån det nu splittrade bandet Tourash och Tobias Ericson prata om att starta någonting nytt. Kort därefter fick de följeslag av tidigare Tourash-medlemmar Jakob Reinhard och Viktor Alasalmi, och Robin Duvfors ifrån Devained. Ett par månader senare gick de in i studion för att spela in Seven, deras första EP. Den blev sedan hyllad av till exempel P3 Rockster som månadens demo. En musikvideo till spåret "The Assassin" som regisserades av Henric Regnell. Han regisserade även musikvideon till "Bottle Call", en av låtarna inkluderade på bandets promo som släpptes våren 2009.
Under sommaren samma år fick bandet ytterligare en vokalist för att förstärka deras live-spelningar med en ny känsla. Sebastian Kellgren hade tidigare spelat i Uppsalabandet Celestial Fall, tillsammans med Mattis Erngren och Hannes Almén ifrån Yersinia. Inte långt efter line-upändringen blev bandet kallade för "bäst i Sveriges demoscen" av tidningen Close-Up. 
I september 2009 släppte Last View sin andra EP, denna gång med den nuvarande uppsättningen bandmedlemmar. EP:n med namnet Become the Storm spelades in i studion The Overlook i Gävle. Ett antal turnéer med datum i Norden och sponsoravtal med Lava Cables, Tesla Pickups och Murat Diril Cymbals följde sedan.
Efter att ha spelat spelningar över hela landen under första halvan av 2010, begav sig Last View ännu en gång till The Overlook i Gävle, för att spela in deras första debutskiva. Inspelningen var färdig i november månad, då nio nya låtar och en gammal var redo för mixning och mastering. Under mars detta år, blev bandet bokat till Metaltown med band som Bring Me the Horizon, Meshuggah, System of a Down med flera i Göteborg av Close-Up Magazine, som utsåg Last View, Human Desolation och Humanity's Last Breath till vinnare av deras tävling för speltid på festivalen. 
En månad senare blev bandet signerade till det svenska skivbolaget ViciSolum Productions och släppte sin första skiva Hell in Reverse 23 september.

## Medlemmar
Nuvarande medlemmar
- Jakob Reinhard – sång (2008– )
- Erik Sundquist – gitarr (2008– )
- Tobias Ericson – gitarr (2008– )
- Viktor Alasalmi – basgitarr (2008– )
- Robin Duvfors – trummor (2008– )
- Sebastian Kellgren – sång (2009– )

## Diskografi
Studioalbum
- 2011 – Hell in Reverse (ViciSolum Productions)

EP och promo
- 2009 – Become the Storm
- 2009 – Spring Promo 2009
- 2008 – Seven